# 빌 페르난데즈

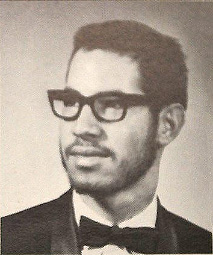

빌 페르난데즈(Bill Fernandez)는 사용자 인터페이스 설계자이자 혁신가로 애플 컴퓨터가 1977년 회사를 설립했을 당시 최초의 정규직 직원이었으며 배지 번호 4를 받았다. 그는 제리 페르난데즈(Jeryy Fernandez)와 밤비 페르난데즈(Bambi Fernandez, 두 사람 모두 스탠포드 대학교 졸업생)의 아들이다. 홈스테드 고등학교 동료인 스티브 잡스를 그의 친구(홈스테드 졸업생)인 스티브 워즈니악에게 소개하고 컴퓨터가 대량 생산될 수 있도록 애플 II의 회로도를 개발한 공로를 인정받았다.

## 애플에서의 경력
페르난데즈는 1971년 스티브 워즈니악과 함께 크림 소다 컴퓨터(Cream Soda Computer) 작업에 참여했다. 이 컴퓨터는 워즈니악이 설계하고 워즈니악이 작업한 예비 부품을 사용하여 제작한 최초의 컴퓨터이다. 그는 나중에 애플에 합류하여 애플 I 및 애플 II 개인용 컴퓨터에서 작업했으며 1980년대에는 애플 매킨토시 개발 팀의 일원이었다. 그는 클래식 Mac OS, 퀵타임 및 하이퍼카드의 여러 사용자 인터페이스 측면에 기여했으며 1994년에 부여된 사용자 인터페이스 특허를 소유하고 있다. 1993년에 애플에서 해고되었다.